# 米氏陨击坑
米氏陨击坑（Mie Crater）是位于火星刻布壬尼亚区的一座撞击坑，其名称取自德国物理学家古斯塔夫·米，1973年被国际天文联合会正式批准接受.
1976年，海盗2号着陆器就降落在米氏陨击坑附近。

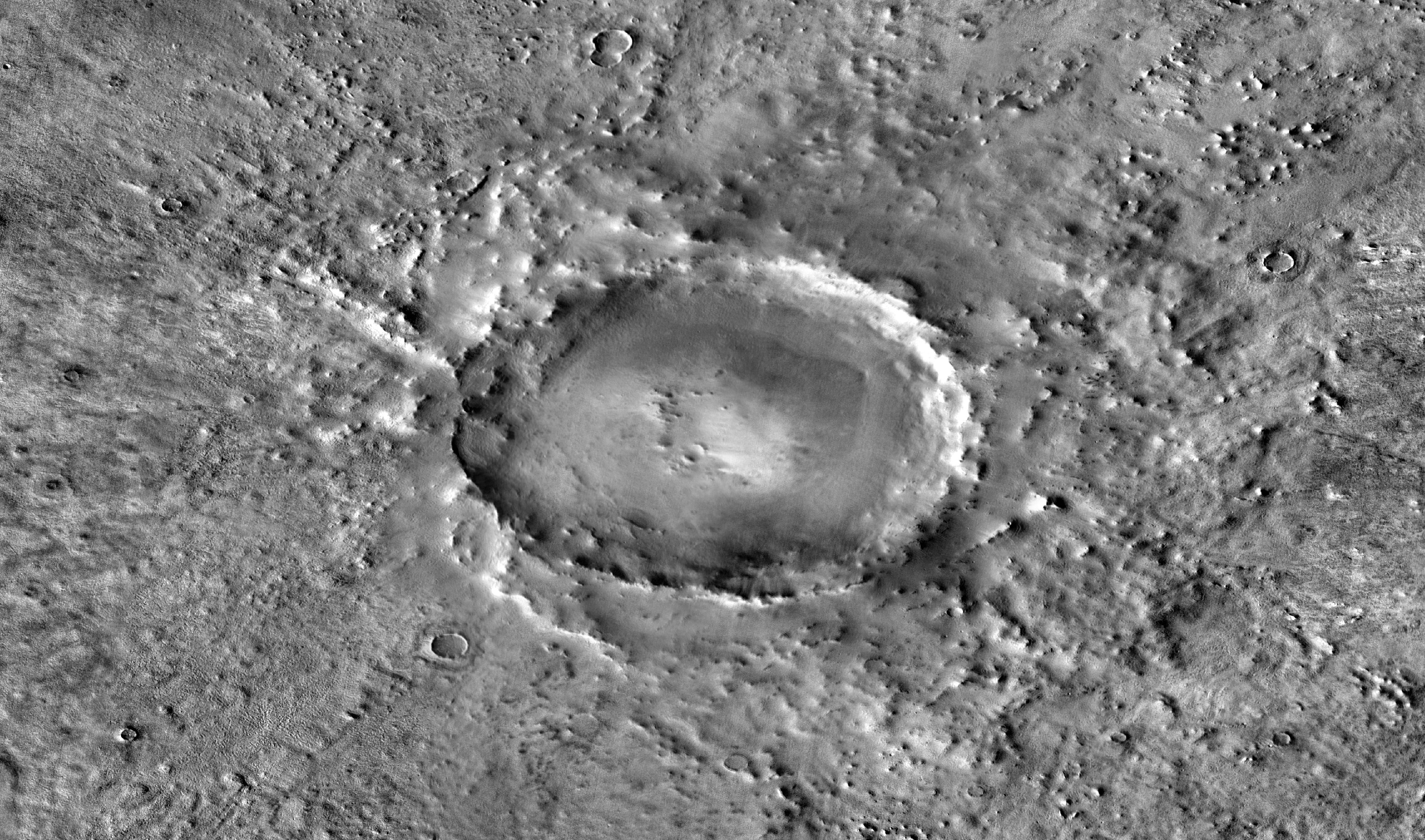
热辐射成像系统拍摄的米氏陨击坑红外拼接图
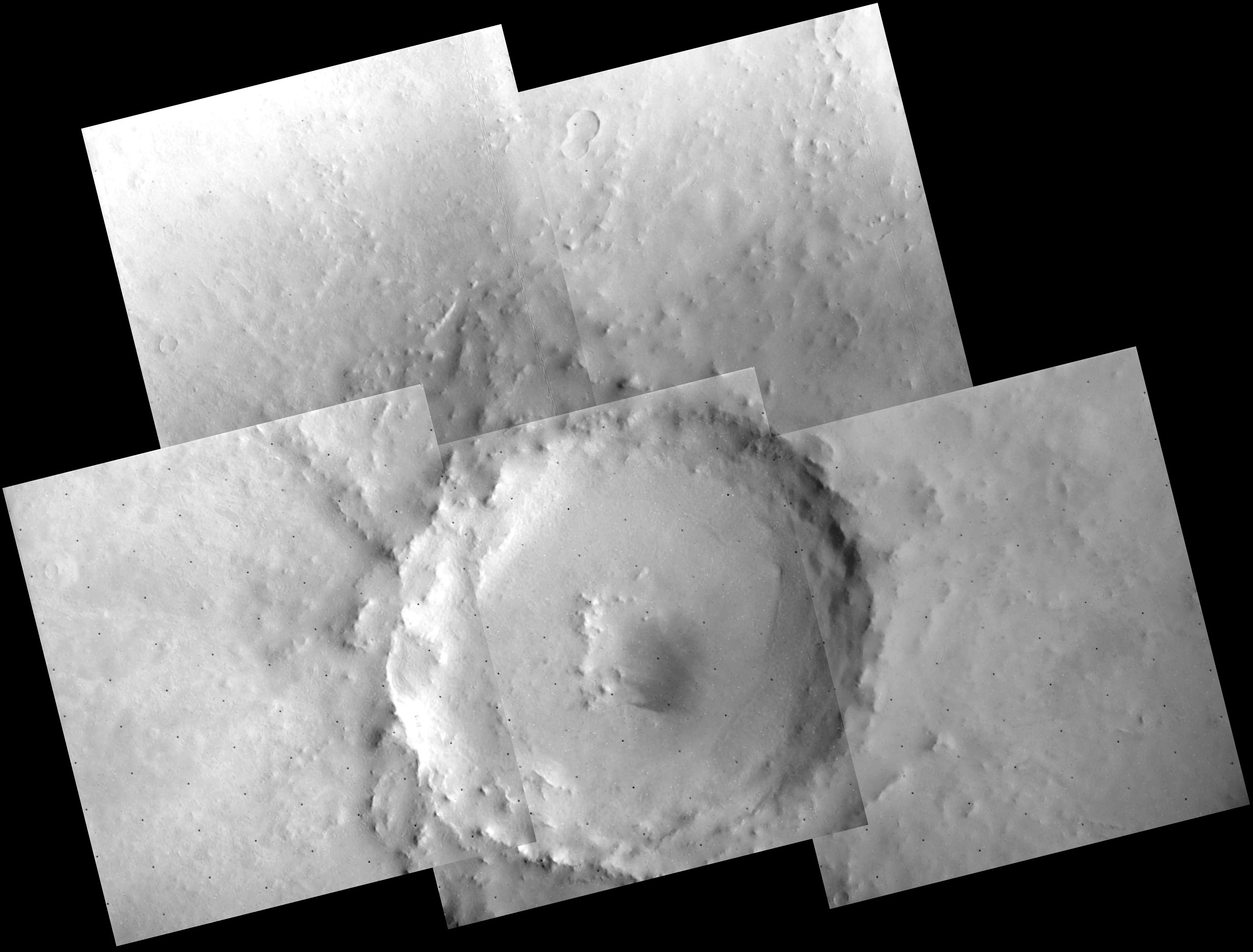
海盗1号轨道器拍摄的照片
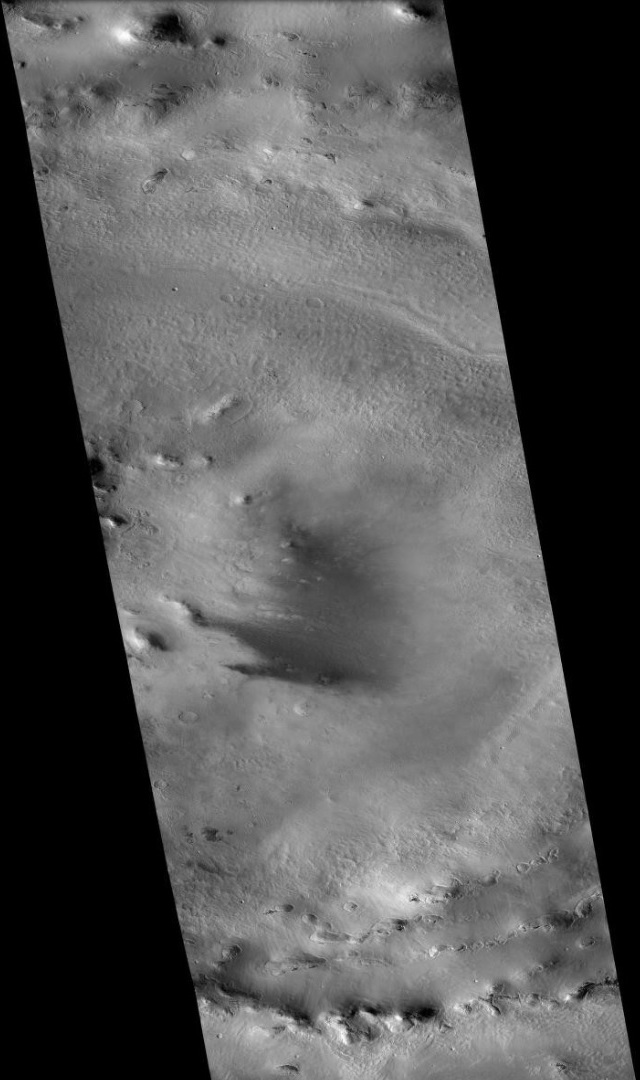
火星勘测轨道飞行器背景相机拍摄的照片。

## 另请查看
- 火星气候
- 火星地质
- 撞击坑
- 撞击事件
- 火星撞击坑
- 行星体系命名法
- 玛莱奥提斯堑沟群